# استیو زان
استیو جیمز زان (به انگلیسی: Steven James Zahn) (زاده ۱۳ نوامبر ۱۹۶۷) بازیگر آمریکایی است که بیشتر به خاطر ایفای نقش فرانک هافلی در مجموعه فیلم «دفترچه خاطرات یک بی‌عرضه» شهرت دارد.

## فیلم‌شناسی
- دفترچه خاطرات یک بی‌عرضه
- دفترچه خاطرات یک بی‌عرضه: حرف، حرف رودریکه
- دفترچه خاطرات یک بی‌عرضه: چله تابستون
- باندیداس
- لذت سواری
- نجات سیلورمن
- جوجه کوچولو
- صحرا
- خانواده امروزی
- آن کاری که می‌کنی!
- خارج از دید
- ایمیل داری
- نیروهای طبیعت
- هپی، تگزاس
- استوارت کوچولو
- دکتر دولیتل ۲
- هملت
- دیوارهای چلسی
- بازی‌های فکری
- مهدکودک بابا
- امنیت ملی
- سپیده‌دم رهایی
- مدیریت
- گریز بی‌نقص
- فرار از سیاره زمین
- باشگاه خریداران دالاس
- دایناسور خوب
- کاپیتان خارق‌العاده
- جنگ برای سیاره میمون‌ها
- آفتاب تمیز کردن
- نیش واقعی
- ماشین‌سواری با پسرها
- باک هوارد بزرگ
- زنجیره احمق‌ها
- چیز مورد علاقه من
- بلیز
- کارمند ماه
- جای تو یا جای من
- مردان امن
- مسابقه با خورشید
- گربه وحشی